# Andy Williams
Howard Andrew Williams (Wall Lake, Iowa, U.S. 3 de desembre, 1927 - Branson, Missouri, U.S. 25 de setembre, 2012), va ser un cantant nord-americà. Va gravar 43 àlbums en la seva carrera, dels quals 15 han estat certificats d'or i tres de platí. També va ser nominat a sis premis Grammy. Va presentar "The Andy Williams Show", un programa de varietats de televisió, de 1962 a 1971, juntament amb nombrosos especials de televisió. L'espectacle Andy Williams va guanyar tres premis Emmy. Va vendre més de 45 milions de discos a tot el món, incloent més de 10 milions d'unitats certificades als Estats Units.
Williams va estar actiu a la indústria musical durant més de 70 anys fins a la seva mort el setembre de 2012 per càncer de bufeta, als 84 anys.

## Infancia i educació
Williams era fill de Florence (de soltera Finley) i Jay Emerson Williams, que treballaven en assegurances i correus. Mentre vivia a Cheviot, Ohio, Williams va assistir al "Western Hills High School" a Cincinnati. Va acabar el batxillerat a la "University High School de West" Los Angeles a causa del trasllat de la seva família a Califòrnia. Als 17 anys, Williams es va unir a la Marina Mercant dels Estats Units i va servir fins al final de la Segona Guerra Mundial.

## Carrera
1938–1952inici de carrera

Williams tenia tres germans grans: Bob, Don i Dick Williams. La seva primera actuació va ser en un cor de nens a l'església presbiteriana local. Els seus germans i ell van formar el quartet Williams Brothers a finals de 1938, i van actuar a la ràdio al Midwest, primer a l'OMS a Des Moines, Iowa i després a la WLS a Chicago, i a la WLW a Cincinnati.
Es van traslladar a Los Angeles el 1943, els germans Williams van cantar amb Bing Crosby en el seu èxit disc de 1944 "Swinging on a Star". Van aparèixer en quatre pel·lícules musicals: Janie (1944), Kansas City Kitty (1944), Something in the Wind (1947) i Ladies' Man (1947).
Un mite persistent al·lega que quan era adolescent, la futura estrella cantant va batejar el cant del personatge de Lauren Bacall al llargmetratge de 1944 To Have and Have Not (en català Tenir-ne o no). Segons fonts autoritzades, com Howard Hawks i la mateixa Bacall, això no era cert. Williams i alguns cantants van ser provats per doblar a Bacall a causa dels temors que no tingués les habilitats vocals necessàries, però aquestes pors es van veure eclipsades pel desig de que Bacall cantés el seu propi cant malgrat el seu talent vocal imperfecte.
Els germans Williams van ser signats per Metro-Goldwyn-Mayer (MGM) per aparèixer a Anchors Aweigh (en català Lleveu àncores!) i Ziegfeld Follies (1945), però abans de passar davant les càmeres, el germà gran, Bob, va ser reclutat al servei militar i el contracte del grup es va cancel·lar. Kay Thompson, una antiga estrella de la ràdio que ara era cap del departament vocal de la MGM, tenia un nas per al talent i va contractar els tres germans Williams restants per cantar al seu gran cor en moltes bandes sonores de pel·lícules de MGM, incloses The Harvey Girls (1946). Quan Bob va completar el seu servei militar, Kay va contractar els quatre germans per cantar a la banda sonora de Good News (1947).
Aleshores, Thompson estava cansada de treballar entre bastidors a la MGM, així que amb els quatre nois Williams com a cantants i ballarins de suport, va formar una conjunt, "Kay Thompson and the Williams Brothers". Van debutar a Las Vegas el 1947 i es van convertir en una sensació de la nit al dia. En un any, van ser el conjunt més ben pagat del món, batent rècords allà on apareguessin.
Williams va revelar a les seves memòries Moon River and Me que Thompson i ell es van involucrar sentimentalment mentre estaven de gira malgrat la diferència d'edat (ell tenia 19 anys i ella 38). La parella es va separar el 1949, però es va reunir per a una altra gira de gran èxit des de la tardor de 1951 fins a l'estiu de 1953. Després d'això, els quatre germans es van separar. Un itinerari complet d'ambdues trobades està llistat al lloc web de biografia de Kay Thompson.
Williams i Thompson, però, es van mantenir molt units, tant personalment com professionalment. Ella va ser la mentora de la seva aparició com a estrella cantant solista. Ella el va entrenar, va escriure els seus arranjaments i va compondre moltes cançons que va gravar, inclòs el seu èxit del top 20 de 1958 "Promise Me, Love", i més tard, "Kay Thompson's Jingle Bells" al seu àlbum de Nadal número u de 1964, The Andy Williams. Utilitzant els seus contactes en el negoci, Thompson va ajudar a Williams a aconseguir el seu gran concert televisiu com a cantant destacat durant dos anys i mig a "Tonight Starring Steve Allen"; va ajudar que el productor de la sèrie, Bill Harbach, fos l'antic ajudant de camp de Kay Thompson, també va aconseguir a Williams el seu gran contracte de gravació amb Cadence Records, el propietari de la qual, Archie Bleyer, havia aconseguit trencar la seva carrera inicial a causa de Kay i li devia un favor. Mentrestant, Williams va cantar còpies de seguretat de molts dels enregistraments de Thompson durant la dècada de 1950, inclòs el seu èxit entre els 40 millors "Eloise", basat en els seus llibres més venuts sobre la nena entremaliada que viu al Plaza Hotel de Nova York.
Thompson també va exercir com a consultor creatiu i arranjador vocal a les tres sèries de televisió de la cadena de substitució d'estiu de Williams el 1957, 1958 i 1959. A l'estiu de 1961, Thompson va viatjar amb Williams i el va entrenar durant el seu paper protagonista en una gira estival de el musical Pal Joey. La seva relació personal i professional va acabar finalment el 1962, després que Williams conegués i es casés amb Claudine Longet, i Thompson es traslladés a Roma.
1953–1961anys de cadència

La carrera en solitari de Williams va començar el 1953. Va gravar sis cares per al segell "X" de RCA Victor, però cap va ser un èxit popular.
Després d'aconseguir un lloc com a habitual al "Tonight Starring Steve Allen" el 1954, Williams va signar un contracte de gravació amb Cadence Records, un petit segell de Nova York, dirigit pel director Archie Bleyer. El tercer senzill de Williams, "Canadian Sunset", va assolir el número set del top 10 l'agost de 1956; va ser seguit el febrer de 1957 pel seu únic èxit número u de Billboard "Butterfly", una versió d'un disc de Charlie Gracie. "Butterfly" també va ser el número u durant dues setmanes a la llista de singles del Regne Unit el maig de 1957. Van seguir més discos d'èxit, com "Hawaiian Wedding Song" (número 11 dels EUA), "Are You Sincere?" (número tres dels Estats Units el febrer de 1958), "The Village of St. Bernadette" (número set dels EUA el desembre de 1959), "Lonely Street" (número cinc dels EUA el setembre de 1959) i "I Like Your Kind of Love" amb Peggy Powers (número vuit dels EUA el maig de 1957).
1962–1980els anys de Columbia

El 15 de desembre de 1961, Williams es va casar amb Claudine Longet i va signar amb Columbia Records. El seu primer àlbum amb Columbia, Danny Boy and Other Songs I Love to Sing, va ser un èxit a les llistes, arribant al número 19. Després se li va demanar que cantés "Moon River", el tema de Breakfast at Tiffany's (en català Esmorzar amb diamants), als Premis de l'Acadèmia de 1962, on va guanyar la millor cançó original. Archie Bleyer de Cadence havia dit anteriorment a Williams que "Moon River" no seria un èxit, però els productors de Columbia van animar Williams a gravar la cançó juntament amb 11 temes de pel·lícules més per a un àlbum. Després que Williams interpretés la cançó a l'entrega de premis, es va convertir en un èxit. Moon River i altres grans temes de pel·lícules es van vendre a tot el país, obtenint elogis de la crítica i impulsant Williams a l'estrellat. L'àlbum va romandre a les llistes durant els següents tres anys i va assolir el número tres. El 1963, el productor de Williams, Robert Mersey, el va animar a gravar "Can't Get Used to Losing You" com a cara B de "Days of Wine and Roses". A Williams inicialment no li agradava la cançó pop, preferint la melodia de Mancini, però "Can't Get Used to Losing You" va arribar al número dos als Estats Units i al Regne Unit. L'àlbum que conté les dues cançons, Days of Wine and Roses i Other TV Requests, va ocupar el primer lloc de les llistes d'àlbums durant 16 setmanes.
De 1962 a 1972, Williams va ser un dels vocalistes més populars del país i va signar el que era en aquell moment el contracte de gravació més gran de la història. Va ser principalment un artista d'àlbums i, en un moment, havia gravat més àlbums d'or que qualsevol intèrpret en solitari excepte Frank Sinatra, Johnny Mathis i Elvis Presley. El 1973, havia guanyat fins a 17 premis d'àlbum d'or. Entre els seus àlbums d'èxit d'aquest període es trobaven The Andy Williams Christmas Album, Dear Heart, The Shadow of Your Smile, Love, Andy, Happy Heart, Get Together with Andy Williams, Love Story i Love Theme from the Godfather. Aquests enregistraments, juntament amb la seva afinitat natural per la música dels anys 60 i principis dels 70, es van combinar per convertir-lo en un dels principals cantants d'escolta fàcil d'aquella època.
Al Regne Unit, Williams va continuar aconseguint un alt nivell fins al 1978. Els àlbums Dear Heart (1965), Love Andy (1967), Can't Help Falling in Love (1970), Andy Williams Show (1970), Home Lovin' Man (número u, 1971), Solitaire (1973), The Way We Were (1974) i Reflections (1978) van arribar al top 10.
Williams va forjar una relació indirecta de col·laboració amb Henry Mancini, encara que mai van gravar junts. Tant "Moon River" com "Days of Wine and Roses" van ser escrites per Mancini, amb lletra de Johnny Mercer. Williams va cantar "Dear Heart" de Mancini als Premis de l'Acadèmia de 1965 i "The Sweetheart Tree" (en català La gran cursa), també escrit amb Mercer als Premis de 1966.

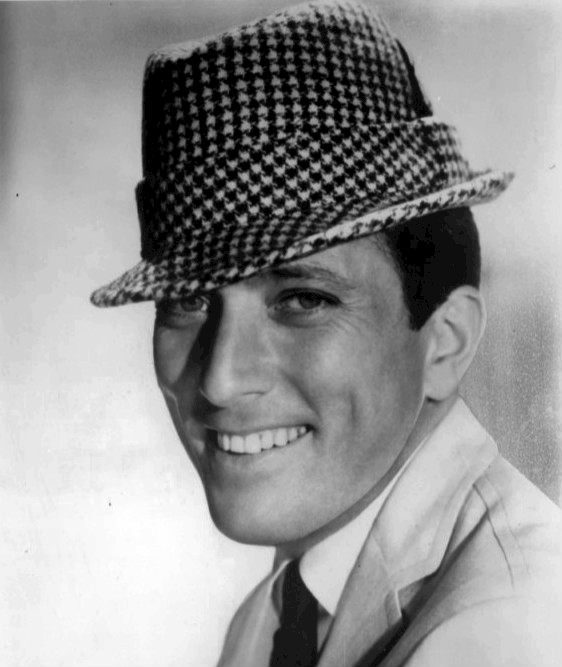
Andy Williams el 1966

El 5 d'agost de 1966, el casino i discoteca "Caesars Palace" de 14 pisos i 700 habitacions es va obrir a Las Vegas, Nevada, amb la producció escènica de "Rome Swings", en la qual va protagonitzar Williams. Va actuar davant d'un públic exhaurit a la sala d'exposicions del Circ Màxim. Va ser titular de Caesars durant els propers 20 anys.
El 17 de setembre de 1968, Columbia va llançar un senzill de les dues cançons que Williams va cantar al funeral del seu íntim amic Robert F. Kennedy: "The Battle Hymn of the Republic" i "Ave Maria" de Franz Schubert. Aquests mai es van publicar en un LP, però han aparegut en diverses recopilacions de la producció de Williams.
Williams també va competir en el mercat de singles orientat a adolescents i va tenir diversos èxits, com "Can't Get Used to Losing You", "Happy Heart" i "Where Do I Begin", el tema principal de la gran pel·lícula Love Story de 1970. Història. A més, Williams va arribar al top 10 de la llista de singles del Regne Unit amb "Almost There" (1964), "Can't Help Falling in Love" (1970), "Home Lovin' Man" (1970) i "Solitaire" ( 1973).
Williams i Petula Clark van gravar "Happy Heart" al mateix temps, just abans de la seva aparició com a convidat al seu segon especial de NBC-TV. Sense saber que publicava la cançó com a senzill, va demanar que la interpretés al programa. L'exposició finalment va fer que tingués un èxit més gran amb la cançó. La cançó "Happy Heart" es va utilitzar per a l'escena final i els crèdits finals de la pel·lícula debut de Danny Boyle, Shallow Grave (1994).
1962–1971The Andy Williams Show

A partir de la seva experiència amb Allen i alguns programes de varietats a curt termini dels anys 50, es va convertir en l'estrella del seu propi programa setmanal de varietats a la tardor de 1962. Tot i que es va cancel·lar després de 1963 a causa de les baixes qualificacions, el programa va ser patrocinat per fer 12 especials setmanals la temporada 1963–64. Aquesta sèrie, The Andy Williams Show, va guanyar tres premis Emmy pel programa de varietats excepcional. Entre les seves sèries habituals hi havia els "Osmond Brothers". Va abandonar l'espectacle de varietats el 1971 mentre encara era popular, continuant amb tres especials per any. Els seus especials de Nadal, que van aparèixer regularment fins a 1974 i de manera intermitent des de 1982 fins a la dècada de 1990, van ser dels més populars del gènere. Williams va gravar vuit àlbums de Nadal al llarg dels anys, i va ser conegut com "Mr. Christmas", a causa dels seus especials perennes de Nadal i l'èxit de "It's the Most Wonderful Time of the Year".
Williams va ser l'amfitrió de la majoria de les retransmissions dels Grammy —set programes consecutius— des de la 13a edició dels premis Grammy el 1971 fins als 19è premis el 1977. Va tornar a la televisió amb una sèrie sindicada de mitja hora el 1976–77. A principis de la dècada de 1970, quan l'administració de Nixon va intentar deportar John Lennon, Williams va ser un defensor obert del dret de l'antic Beatle a romandre als Estats Units. Williams s'inclou al muntatge de caricatures de la portada de l'àlbum Ringo de 1973 de Ringo Starr.
Williams va actuar a la mitja part durant l'espectacle del Super Bowl VII el gener de 1973, celebrat al Los Angeles Memorial Coliseum.
1991–2012al Moon River Theatre

El juny de 1991, el germà de Williams, Don, el va convidar a la petita ciutat d'Ozarks de Branson, Missouri. Don Williams en aquell moment era el gerent de l'animador Ray Stevens, que acabava d'obrir un teatre a Branson. Mentre assistia al programa de Stevens, Williams va ser animat per nombrosos convidats de Branson a obrir un local a la ciutat. Això va portar a Williams a construir el seu propi teatre a Branson a temps per a la temporada de 1992, que finalment es va estrenar l'1 de maig de 1992, com el "Moon River Theatre". El nom prové de la seva cançó signatura. Es va convertir en el primer teatre que es va presentar a Architectural Digest, i també va guanyar el 1992 Conservation Award de l'estat de Missouri.
El teatre va ser dissenyat per combinar-se amb el terreny accidentat de les muntanyes Ozark. Originalment havia planejat un teatre d'estil de marbre que recordés al Dorothy Chandler Pavilion de Los Angeles, però aviat va canviar d'opinió. La Larson Company de Tucson, Arizona, va fabricar una secció de roca a l'autopista 76 de Missouri i el teatre aviat es va engolir amb cascades, estanys plens de carpes koi, falgueres i arbres nadius dels Ozarks. L'interior del teatre incorpora l'exterior. Es veuen arbres i plantes als tres vestíbuls del teatre. Els sòls de roure van acompanyats de parets de caoba amb ratlles africanes que estan plenes d'imatges de l'Andy Williams Show. La passió de Williams per l'art també es pot veure a tot arreu. Des del començament de la seva carrera, Williams havia acumulat diverses pintures i escultures i va decidir omplir el seu teatre amb la seva col·lecció. Frankenthaler, Diebenkorn, Oldenburg, Pollock, Klee i Moore són una petita llista d'artistes l'obra dels quals s'exhibeix al Moon River Theatre.
La sala d'actes del teatre té capacitat per a 2.054 persones. Els seients i les catifes coincideixen amb la col·lecció de catifes Navajo de Williams i són de color verd bosc, magenta, daurat i blau. A l'interior de l'auditori s'exposen 19 quimonos japonesos. L'escenari ha acollit nombrosos espectacles i celebritats convidades. A l'escenari, Williams es va unir a Glen Campbell, Ann-Margret, Petula Clark i Charo.
Quan es va obrir per primera vegada, va ser únic perquè el seu va ser el primer acte que no es va obrir a la ciutat de música country. Aviat van seguir altres artistes de fora del país, com Bobby Vinton, Tony Orlando, Wayne Newton i els Osmond Brothers.
Williams i el seu teatre van aparèixer en tres episodis de la telenovel·la As the World Turns el juliol de 2007, quan diversos personatges van anar a Branson per a un concert de "Gwen Munson" celebrat al Moon River Theatre. Els Simpson van presentar Williams al seu Moon River Theatre en un episodi titulat "Bart on the Road". Nelson Muntz és un fan d'Andy Williams i, a l'episodi, obliga a la colla a fer una volta cap a Branson per poder veure el seu ídol. Es queda reduït a les llàgrimes mentre Williams interpreta "Moon River" durant el segon bis.
El 2007, Williams va obrir el Moon River Grill al costat del seu teatre a Branson. El restaurant està decorat amb fotos de l'Andy Williams Show amb estrelles com Diana Ross, Elton John i Sammy Davis Jr. L'art és el protagonista del restaurant, amb obres de diversos artistes com Andy Warhol i Robert Indiana.
El 1995, "We Need a Little Christmas" es va convertir en el 18è àlbum d'or de Williams. El seu enregistrament de 1967 de "Music to Watch Girls By" es va convertir en un èxit del Regne Unit per a una nova audiència de televisió jove el 1999, quan va arribar al número 9 després d'haver aparegut en nous anuncis de televisió per al Fiat Punto —i més tard per a Diet Pepsi— superant l'original. màxim del número 33 el 1967. Una nova generació va recordar els enregistraments de Williams i una exhaustiva gira pel Regne Unit va seguir l'èxit del senzill, provocant un renaixement britànic per a Williams. El 2002, va tornar a gravar "Can't Take My Eyes Off You" com a duet amb l'actriu i cantant britànica Denise van Outen; va arribar al número 23 a les llistes de singles del Regne Unit. Va completar una gira exhaustiva pel Regne Unit i Àsia a l'hivern i l'estiu de 2007, en la qual va actuar a diverses sales de concerts importants, com ara el Royal Albert Hall.
Williams va tornar a les llistes de singles del Regne Unit amb el seu enregistrament de 1963 de "It's the Most Wonderful Time of the Year" el desembre de 2007, a causa d'un anunci de Marks & Spencer, aconseguint el número 21 en la seva primera aparició a les llistes britàniques. El 2008, va sincronitzar els llavis en l'enregistrament de 45 anys per donar la benvinguda al Pare Noel al final de la desfilada de Macy's Thanksgiving Day.
El 3 d'octubre de 2009, Williams va aparèixer en directe al "Strictly Come Dancing" de la BBC a Londres, cantant "Moon River" per promocionar l'edició britànica de "The Very Best of Andy Williams LP", que va assolir el número 10 a la llista de pop principal. .

## Negocis empresarials
El 1964, Williams es va convertir finalment en el propietari de les cintes mestres de Cadence, que ocasionalment va llicenciar a Columbia, incloent no només els seus propis enregistraments, sinó també els dels seus companys de segell de l'era Cadence: els Everly Brothers, Lenny Welch, les Chordettes, Link Wray. i Johnny Tillotson. El 1968, tot i que encara estava sota contracte amb Columbia per als seus propis enregistraments, Williams va formar una companyia separada anomenada Barnaby Records per encarregar-se de la reedició del material de Cadence, especialment el dels Everly Brothers (un dels primers LP de Barnaby va ser un conjunt de LP doble), dels llargs èxits de Cadence exhaurits dels Brothers) i nous artistes. Barnaby també va tenir diversos èxits entre els 40 millors a la dècada de 1970 amb l'artista de novetats Ray Stevens (que havia fet un espectacle de substitució d'estiu per a Williams el 1970), inclosos els èxits número u com "Everything Is Beautiful" el 1970 i "The Streak" a 1974. També l'any 1970, Barnaby va signar i va publicar el primer àlbum d'un cantautor desconegut anomenat Jimmy Buffett (Down to Earth) produït per Travis Turk.
Columbia va ser inicialment el distribuïdor de Barnaby, però després la distribució va ser gestionada primer per MGM Records i després per General Recorded Tape. Una vegada que Barnaby va deixar d'operar com a companyia discogràfica en funcionament a finals de la dècada de 1970, Williams va llicenciar el material antic de Cadence a diverses altres discogràfiques (com ara Varèse Sarabande i Rhino als Estats Units) després de 1980.

## Política
Williams era molt amic de Robert F. Kennedy i la seva dona Ethel Kennedy i va fer campanya per Kennedy a les curses de les primàries presidencials demòcrates de 1968. Williams es trobava entre les celebritats que es trobaven al seguici de Kennedy a l'Hotel Ambassador de Los Angeles quan Sirhan Sirhan va ferir mortalment a Kennedy el juny de 1968. Williams va cantar "Battle Hymn of the Republic" al funeral de RFK, a petició d'Ethel. L'agost de 1969, Williams i Claudine Longet van batejar el seu fill nounat Bobby en honor a Kennedy. L'amistat dels Williams amb Ethel Kennedy va perdurar, amb Williams servint com a escorta a Ethel en els esdeveniments dels anys setanta. També va recaptar fons per a la campanya presidencial de George McGovern de 1972, actuant en concerts benèfics.
Williams va dir més tard que malgrat la seva amistat amb els Kennedy demòcrates, va ser un republicà de tota la vida. El 2009, el "Daily Telegraph" va citar que va acusar el president Barack Obama de "seguir la teoria marxista" i "voler que el país fracassés". Williams va donar permís a Rush Limbaugh per utilitzar la seva gravació de la cançó "Born Free" com a tema de l'"Actualització dels drets dels animals" al programa de ràdio de Limbaugh, en què una part de la cançó va ser seguida de trets, dient "Ei, està bé. amb mi m'encanta el que estàs fent amb ell". Més tard, la companyia discogràfica va bloquejar l'ús de l'enregistrament per part de Limbaugh. Williams va ser convidat al programa de ràdio Glenn Beck el desembre de 2009, presentat per la seva pròpia gravació dels anys 60 de "Little Altar Boy".

## Vida personal
Williams va conèixer la francesa Claudine Longet a Las Vegas quan el seu cotxe es va avariar i li va oferir ajuda. Aleshores era ballarina a les Folies Bergère. Es van casar el 15 de desembre de 1961 i durant els vuit anys següents van tenir tres fills: Noelle, Christian (mort el 2019) i Robert. Després de separar-se el 1970, Williams i Longet es van divorciar el 1975, però van romandre amics. El març de 1976, Longet va ser acusada d'haver disparat mortalment al seu xicot, el corredor d'esquí alpí Spider Sabich a Aspen, Colorado. Williams va tenir un paper públic en els esdeveniments posteriors, acompanyant-la cap a i des de la sala del tribunal, testimoniant el seu caràcter al judici i proporcionant assistència legal. Longet va afirmar que el tiroteig va ser accidental i finalment va passar 30 dies a la presó.
Williams també va tenir la propietat parcial dels Phoenix Suns des de la creació de l'equip el 1968 fins al 1987.
El 3 de maig de 1991, Williams es va casar amb Debbie Haas, de soltera Meyer, a qui va conèixer a través d'un amic comú. Van fer les seves cases a Branson, Missouri, i La Quinta, Califòrnia, on era conegut com l'"alcalde honorari". Williams va ser un destacat col·leccionista d'art modern i les seves cases han estat presentades a Architectural Digest.
El lloc de naixement de Williams a Iowa és una atracció turística i està obert la major part de l'any.

## Aficions
Williams va ser un àvid golfista i va organitzar un torneig de golf PGA Tour a San Diego de 1968 a 1988 a Torrey Pines. Aleshores conegut com "Andy Williams San Diego Open", el torneig continua com a "Farmers Insurance Open", que es juga habitualment al febrer. També era un patinador de gel competent i ocasionalment patinava com a part dels seus programes de Nadal de televisió.

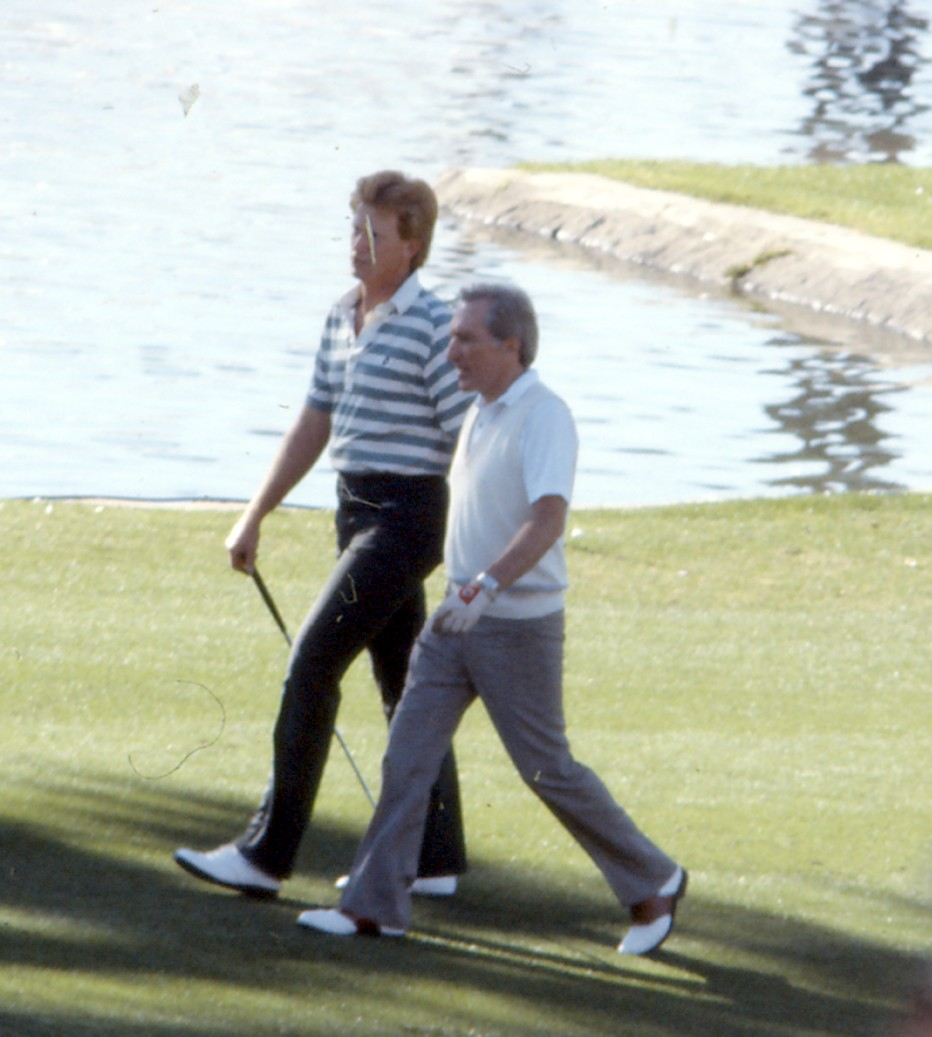
Williams al torneig de golf Bob Hope Classic, 1986

Williams era un destacat col·leccionista d'art la col·lecció del qual havia penjat a les seves cases, les seves oficines i al "Moon River Theatre", i es va exposar al Museu d'Art de Saint Louis el 1997 i el 1998. Després de la seva mort, la seva col·lecció es va dividir entre diverses cases de subhastes. Les seves pintures van anar a Christie's Nova York, on van aconseguir més de 50 milions de dòlars. La seva col·lecció d'art popular es va vendre a Skinner per 2.471.725 dòlars. La seva col·lecció de mantes Navajo va ser venuda per Sotheby's el 21 de maig de 2013, amb un rendiment de 978.506 dòlars (642.064 £).

## Malaltia i mort
En una aparició sorpresa al seu teatre el novembre de 2011, Williams va anunciar que li havien diagnosticat càncer de bufeta. Després del tractament de quimioteràpia a Houston, ell i la seva dona es van traslladar a una casa de lloguer a Malibu, Califòrnia, per estar més a prop dels especialistes en càncer de l'àrea de Los Angeles.
El 25 de setembre de 2012, Williams va morir de càncer de bufeta als 84 anys a la seva casa de Branson, Missouri. El cos de Williams va ser incinerat i les seves cendres van ser esquitxades a la via fluvial artificial anomenada Moon River al seu teatre de Branson. El servei commemoratiu de Williams es va celebrar un mes després.

## Premis i èxits
The Andy Williams Show va guanyar tres Emmy el 1963, 1966 i 1967 per a la millor sèrie de varietats.
Andy Williams també va guanyar sis nominacions als Grammy:
| Any  | Obra nominada                                                                         | Categoria               | Resultat |
| ---- | ------------------------------------------------------------------------------------- | ----------------------- | -------- |
| 1959 | "Hawaiian Wedding Song"                                                               | Actuació vocal, masculí | Nominat  |
| 1962 | "Danny Boy"                                                                           | Actuació vocal, masculí | Nominat  |
| 1964 | Days of Wine and Roses and Other TV Requests                                          | Àlbum de l'any          | Nominat  |
| 1964 | "Days of Wine and Roses"                                                              | Actuació vocal, masculí | Nominat  |
| 1965 | The Academy Award-Winning "Call Me Irresponsible" and Other Hit Songs from the Movies | Actuació vocal, masculí | Nominat  |
| 1967 | The Shadow of Your Smile                                                              | Actuació vocal, masculí | Nominat  |

Altres honors inclouen:
- Society of Singers Lifetime Achievement Award, 2008[60]
- Star on the Hollywood Walk of Fame[61]

## Discografia
Article principal: Andy Williams discography a la Viquipèdia anglesa
L'extensa discografia d'Andy Williams va començar amb el llançament del senzill "Jubilee" de 1948 com a membre dels Williams Brothers al costat de Kay Thompson. Va gravar el seu primer àlbum en solitari, Andy Williams Sings Steve Allen, vuit anys més tard, i va romandre actiu en la indústria musical durant els següents 56 anys, completant 43 àlbums d'estudi, juntament amb àlbums recopilatoris i més.
Àlbums d'estudi

| - Andy Williams Sings Steve Allen (1956) - Andy Williams Sings Rodgers and Hammerstein (1958) - Two Time Winners (1959) - To You Sweetheart, Aloha (1959) - Lonely Street (1959) - The Village of St. Bernadette (1960) - Under Paris Skies (1960) - Danny Boy and Other Songs I Love to Sing (1962) - Moon River and Other Great Movie Themes (1962) - Million Seller Songs (1962) - Warm and Willing (1962) - Days of Wine and Roses and Other TV Requests (1963) - The Andy Williams Christmas Album (1963) - The Wonderful World of Andy Williams (1964) - The Academy Award-Winning "Call Me Irresponsible" and Other Hit Songs from the Movies (1964) - The Great Songs from "My Fair Lady" and Other Broadway Hits (1964) - Andy Williams' Dear Heart (1965) - Merry Christmas (1965) - The Shadow of Your Smile (1966) - In the Arms of Love (1966) - Born Free (1967) - Love, Andy (1967) - Honey (1968) | - Happy Heart (1969) - Get Together with Andy Williams (1969) - Raindrops Keep Fallin' on My Head (1970) - The Andy Williams Show (1970) - Love Story (1971) - You've Got a Friend (1971) - Love Theme from "The Godfather" (1972) - Alone Again (Naturally) (1972) - Solitaire (1973) - The Way We Were (1974) - Christmas Present (1974) - You Lay So Easy on My Mind (1974) - The Other Side of Me (1975) - Andy (1976) - Let's Love While We Can (1980) - Greatest Love Classics (1984) - Close Enough for Love (1986) - I Still Believe in Santa Claus (1990) - Nashville (1991) - We Need a Little Christmas (1995) - I Don't Remember Ever Growing Up (2007) - 'When You Fall In Love ( Lost Columbia Masters 1977-1982 (2024) |

## Filmografia
- 1944: Janie
- 1944: Kansas City Kitty
- 1947: Ladies' Man
- 1947: Something in the Wind
- 1960: The Man in the Moon
- 1964: I'd Rather Be Rich
- 1980: The Muppet Show, estrella invitada
- 1999: Dorival Caymmi (documental)
- 2009: Sebring (documental)